# الصادق توج
الصادق توج لاعب كرة قدم تونسي من مواليد 16 سبتمبر 1996 وهو يلعب في مركز الدفاع في اتحاد تطاوين.

## مسيرة اللاعب
لعب سابقاً في حمام الأنف والأولمبي الباجي واتحاد تطاوين ونادي الساحل السعودي.

## روابط خارجية
- الصادق توج على موقع قاعدة بيانات كرة القدم.إي يو (الإنجليزية)
- الصادق توج على موقع Soccerway.com (الإنجليزية)